# Margie
Pour film de 1940, voir Margie (film, 1940).
Pour plus de détails, voir Fiche technique et Distribution.
Margie est un film américain en Technicolor réalisé par Henry King, sorti en 1946, grand succès aux États-Unis.

## Synopsis
Dans une petite ville de province en 1946, Margie, femme au foyer, raconte à sa fille adolescente comment elle a rencontré son père. C'était dans les années 1920, elle était lycéenne, et son futur mari était son professeur de français. Mais c'est de Johnny Green, capitaine de l'équipe de football du lycée, que Margie était alors secrètement amoureuse. Le flashback commence...

## Fiche technique
- Titre original : Margie
- Réalisation : Henry King
- Scénario : F. Hugh Herbert, d'après les nouvelles La Scandale Internationale, The Ultimate Catastrophe et Take the Marines Out of Nicaragua de Ruth McKenney[2]
- Direction artistique : James Basevi, J. Russell Spencer
- Décors : Thomas Little
- Costumes : Kay Nelson
- Photographie : Charles G. Clarke
- Son : Eugene Grossman, Roger Heman
- Montage : Barbara McLean
- Direction musicale : Alfred Newman
- Production : Darryl F. Zanuck
- Société de productionet de distribution : Twentieth Century-Fox Film Corporation
- Pays de production :  États-Unis
- Langue : anglais
- Format : couleur (Technicolor) - 35 mm - projection : 1,37:1 - son : Mono (Western Electric Recording)
- Genre : Comédie dramatique
- Durée : 95 min
- Dates de sortie : 
  - États-Unis : 16 octobre 1946 (première à New-York)
  - France : 12 mai 1948

## Distribution
- Jeanne Crain : Margie McDuff
- Glenn Langan : Ralph Fontayne
- Lynn Bari : Isabel Palmer
- Alan Young : Roy Hornsdale
- Barbara Lawrence : Marybelle Tenor
- Conrad Janis : Johnny Green
- Esther Dale : Grand-mère McSweeney
- Hobart Cavanaugh : McDuff
- Ann E. Todd : Joyce
- Hattie McDaniel : Cynthia